# Alfred Czesla
Alfred Czesla (ur. 23 lutego 1945 w Mrągowie na Mazurach) – polski socjolog, mazurski działacz społeczny.

## Działalność
Urodził się w Mrągowie (Sensburg) na Mazurach. Absolwent Uniwersytetu Łódzkiego, doktor socjologii. Ponad dwadzieścia lat był adiunktem na Wydziale Humanistycznym w Wyższej Szkole Pedagogicznej w Olsztynie i kierownikiem Pracowni Analiz Społecznych w Olsztyńskich Zakładach Opon Samochodowych. W latach 1993–2013 pracował w Wojewódzkim Urzędzie Pracy w Olsztynie jako ekspert i analityk regionalnego rynku pracy. Jest autorem licznych publikacji na temat przezwyciężania bezrobocia na Warmii i Mazurach. Od 1970 roku mieszka w Olsztynie.
Członek Parafii Ewangelicko-Augsburskiej w Olsztynie. Zasłużony Działacz Kultury, publicysta, mazurski działacz społeczny i jeden z liderów ruchu mniejszości niemieckiej na Warmii i Mazurach. W latach 1990–1993 współzałożył stowarzyszenia mniejszości niemieckiej w: Mrągowie, Olsztynie, Ostródzie i Związek Stowarzyszeń Niemieckich na Warmii i Mazurach/Dach Verband, a w 1999 roku Mazurskie Towarzystwo Ewangelickie.
W 1994 roku współtworzył „Mitteilungsblatt – Monatsschrift Der Deutschen im Ermland und in Masuren” – Miesięcznik dla Niemców na Warmii i Mazurach. W latach 1996–2006 był przewodniczącym Rady Programowej w Polsko-Niemieckim Centrum Młodzieży w Olsztynie. Jest bardzo silnie zakorzeniony w regionie i osobiście zaangażowany w rozwój swojej małej ojczyzny – Warmii i Mazur. Aktywnie uczestniczy w rozwoju ruchu ekumenicznego w diecezji mazurskiej. Współorganizator i moderator polsko-niemieckich konferencji i seminariów na temat mniejszości narodowo-etnicznych i lokalnego rynku pracy.
Autor prac na temat mniejszości religijnych i etniczno-narodowych na Warmii i Mazurach. Współpracownik czasopism: „Mitteilungsblatt” (Olsztyn), „Wochenblatt” (Opole), „Zwiastun Ewangelicki” (Bielsko-Biała) i „Allensteiner Nachrichten” (Olsztyn).

## Wybrane publikacje
- Mniejszość niemiecka na Warmii i Mazurach. Olsztyńskie Stowarzyszenie Mniejszości Niemieckiej, [w:] „Borussia” nr 3-4, Olsztyn 1992, s. 192–198.
- Niemieckie stowarzyszenia społeczno-kulturalne w północno-wschodnim regionie Polski, [w:] „Borussia” nr 6, Olsztyn 1993, s. 62–72.
- Der „politische Frühling” in Polen brachte auch eine Wende des Behördenstandpunktes gegenüber der deutschen Minderheit, [w:] „Mitteilungsblatt” Nr 1/2, Olsztyn-Allenstein 15.09.1994, s. 5.
- Deutsche in Ermland und Masuren nach der Wende in Polen. Stand – Organisation – Identität, [w:] „Inter Finitimos” Nr 12, Osnabrück 1997, s. 20–25.
- Das Polnisch – Deutsche Jugendzentrum in Olsztyn/Allenstein. Einstehung – Ziel – Programm, [w:] „Inter Finitimos” Nr 14, Osnabrück 1998, s. 28–31.
- Die deutsche Minderheit in Allenstein – Organisation, nationale Identität und öffentliche Bedeutung, [w:] Deutschland, Polen, Tschechien – auf dem Weg zur guten Nachbarschaft (red. Th. Schweistfurth, W. Poeggel, A. Sakson), Springer Verlag, Berlin 1999, s. 143–150.
- Jugendzentrum, [w:] „Auslandskurier Spezial” Nr 29, Schwäbisch Hall August 1999, s. 30–31.
- Tożsamość ewangelików na Warmii i Mazurach w świetle badań socjologicznych, [w:] Ewangelicy na Warmii i Mazurach (red. Erwin Kruk), Olsztyn 2001, s. 101–148.
- Niemcy na Warmii i Mazurach, [w:] „Masovia”, tom 5, Giżycko 2002, s. 95–109.
- Mrągowscy ewangelicy w świetle badań socjologicznych,, [w:] „Mrągowskie Studia Humanistyczne” nr 4-5, Mrągowo 2002/2003, s. 57–88.
- Tożsamość ewangelików w powiecie szczycieńskim, [w:] „Rocznik Mazurski” nr VII, Instytut Historyczno-Społeczny, Szczytno 2003, s. 102–123.
- Gdzie Mazurzy i Kaszubi?, [w:] „Schlesisches Wochenblatt” nr 12(624), Opole 19-24.03.2004, s. 1–3.
- Wir haben uns viel zu sagen, [w:] „Mitteilungsblatt” Nr 5(119), Olsztyn – Allenstein Mai 2005, s. 6–7.
- Słowo o Mazurskim Towarzystwie Ewangelickim, [w:] Z dróg Erwina Kruka (red. Zbigniew Chojnowski), Olsztyn 2006, s. 177–182.
- Tożsamość ewangelików olsztyńskich,, [w:] Ewangeliccy duchowni i parafianie. Powojenne lata w Olsztynie i na Mazurach (red. E. Kruk),Olsztyn 2007,s.107-123.
- Mazurski niezbędnik, [w:] „Zwiastun Ewangelicki” nr 13-14, Bielsko-Biała 2008.
- Uns verbindet mehr als uns trennt, [w:] „Mitteilungsblatt” Nr 8(168), Olsztyn – Allenstein August 2009, s. 12–15.
- Lutheraner in Masuren, [w:] „Mitteilungsblatt”, nr 2(174), Olsztyn – Allenstein Februar 2010, s. 14–15.
- Deutsche Minderheit in Nordpolen, [w:] In Polen ein Deutscher zu sein (red. M. Wittek), Opole 2011, s. 136–143.
- Między Kłajpedą i Kaliningradem a Olsztynem, [w:] „Debata” nr 2(53), Olsztyn 2012, s. 37–38.
- Eine Region – viele Gesichter, [w:] „Mitteilungsblatt” Nr 3(211), Olsztyn – Allenstein März 2013, s. 16–17.
- Moje spotkania z Hieronimem Skurpskim, [w:] Artysta, który miał świadomość spełnienia (red. Jan Chłosta), Olsztyn 2014, s. 23–38.
- Mniejszość niemiecka w północnych regionach Polski w latach 1991–2011, [w:] Problem stosunków polsko-niemieckich po traktacie z 1991 roku z perspektywy regionalnej (red. Krzysztof Gładkowski), Olsztyn 2014, s. 75–86.
- Losy mieszkańców Mazur po 1945 roku, [w:] „Górnoślązak” nr 3(6), Gazeta Związku Górnośląskiego, Katowice marzec 2015, s. 22–24.
- Dem Turm in Hohenstein den Glanz zurückgeben, [w:] „Osteroder Zeitung” Folge 128, Osterode am Harz, Oktober 2017, s. 109–110.
- Erwin Kruk – Mazur, który nie opuścił Dobrzynia, [w:] „Żyłem jak umiałem…”. Wspomnienia o Erwinie Kruku (red. Jan Chłosta), Wydawca: Stowarzyszenie Społeczno-Kulturalne „Pojezierze”, Olsztyn 2017, s. 53–66.
- 25 Jahre Deutscher Gesellschaften in West und Ostpreußen, [w:] „Ermlandbuch” Nr 69 (Red. Dietrich Kretschmann), Münster 2018, s. 141–152
- Jubileusz trzechsetlecia ewangelickiej świątyni, [w:] „Wochenblatt” Nr 36 (1431), Opole-Oppeln 6.-12.September 2019, s. 7.
- Evangelisches Gotteshaus feiert 300 – Jähriges Jubiläum, [w:] „Masurische Storchenpost” Nr. 9 (370), Olsztyn-Allenstein September 2019, s. 21–25.

## Nagrody i Odznaczenia
- 1996: Odznaka Honorowa Zasłużonym Dla Warmii i Mazur.
- 2000: Odznaka Zasłużony Działacz Kultury.
- 2000: Srebrny Krzyż Zasługi.
- 2001: Medal za Zasługi Dla Olsztyńskiego Stowarzyszenia Mniejszości Niemieckiej.
- 2002: Medal za zasługi Dla Mniejszości Niemieckiej Warmii i Mazur.
- 2010: Odznaka Honorowa za Zasługi dla Województwa Warmińsko-Mazurskiego.
- 2010: Medal Wojewódzkiego Urzędu Pracy w Olsztynie za Zasługi na Rzecz Rynku Pracy.
- 2010: Złoty Medal za Długoletnią Służbę[15].
- 2011: Medal za zasługi Dla Mniejszości Niemieckiej w Polsce.
- 2012: Złoty Krzyż Zasługi.
- 2016: Verdienstkreuz am Bande des Verdienstordens der Bundesrepublik Deutschland/Krzyż Zasługi na Wstędze Orderu Zasługi  Republiki Federalnej Niemiec[16][17].